# Dasyhelea ferruginosa
Dasyhelea ferruginosa är en tvåvingeart som beskrevs av Remm et Nasarmuchamedov 1969. Dasyhelea ferruginosa ingår i släktet Dasyhelea och familjen svidknott. Inga underarter finns listade i Catalogue of Life.